# Bruno Christensen & Sønner Orgelbyggeri
Bruno Christensen & Sønner Orgelbyggeri er en virksomhed i landsbyen Terkelsbøl nordvest for Tinglev.
Familievirksomheden begyndte i august 1966, men grundlæggeren, Bruno Christensen, begyndte allerede i 1936 at bygge orgler. De to ældste sønner var fra begyndelsen med i firmaet og fra 1971 kom tvillingerne Aksel og Peter Christensen med. Bruno Christensen trak sig tilbage i 2001 og siden da har Peter Christensen været administrerende direktør.
Siden 1966 har firmaet bygget rundt regnet 500 orgler, som endda eksporteres til kirker i hele Norden og Tyskland.